# 十二社神社 (神山町)
十二社神社（じゅうにしゃじんじゃ）は、徳島県名西郡神山町に鎮座する神社。焼山寺の境内にある。

## 歴史
創建年は不詳。古老の伝えでは熊野神社の分霊と言われている。天正年間（1573年 - 1593年）までの本社の記録は別当の焼山寺に保存されていたが、文禄4年（1560年）の同寺の火災で古書が焼失する。
慶長2年（1597年）5月の社殿改築の棟札が存在する。「寛保（1741年 - 1744年）改神社帳」に「左右内社十二社権現別当左右内村焼山寺」とある。現在の社殿は万延元年（1860年）の建立で元十二社大権現と称していたが、明治初年の神仏分離以後、十二社神社と改称す。明治43年近在小祠20社を合併。

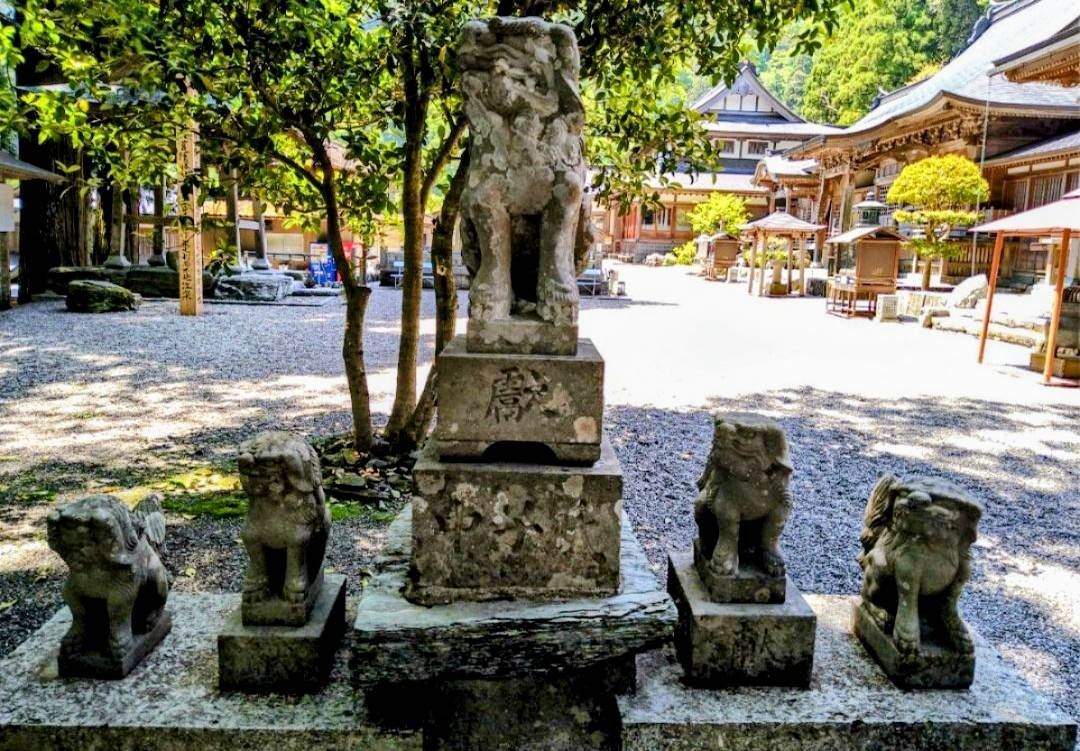
狛犬（左）
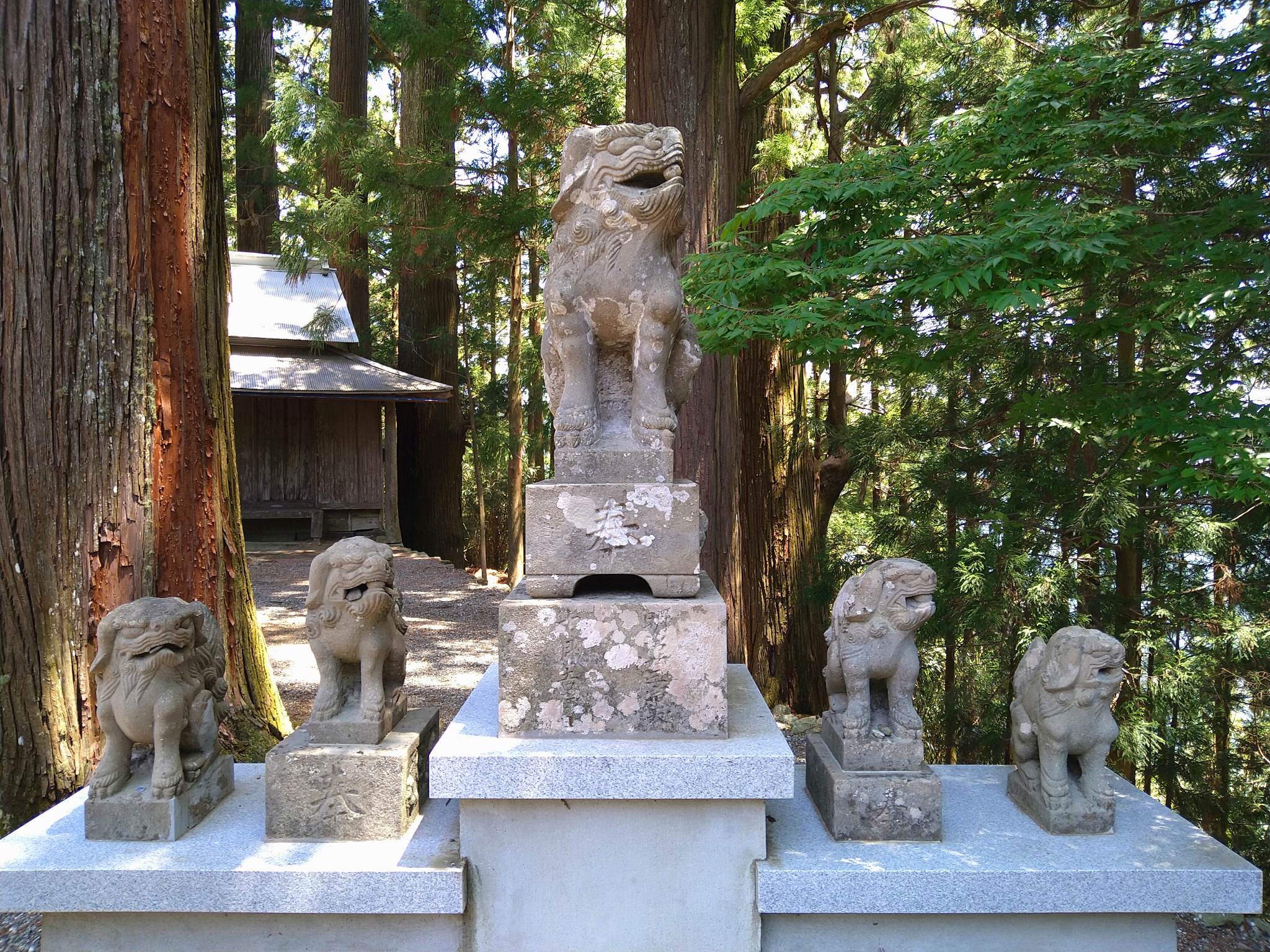
狛犬（右）
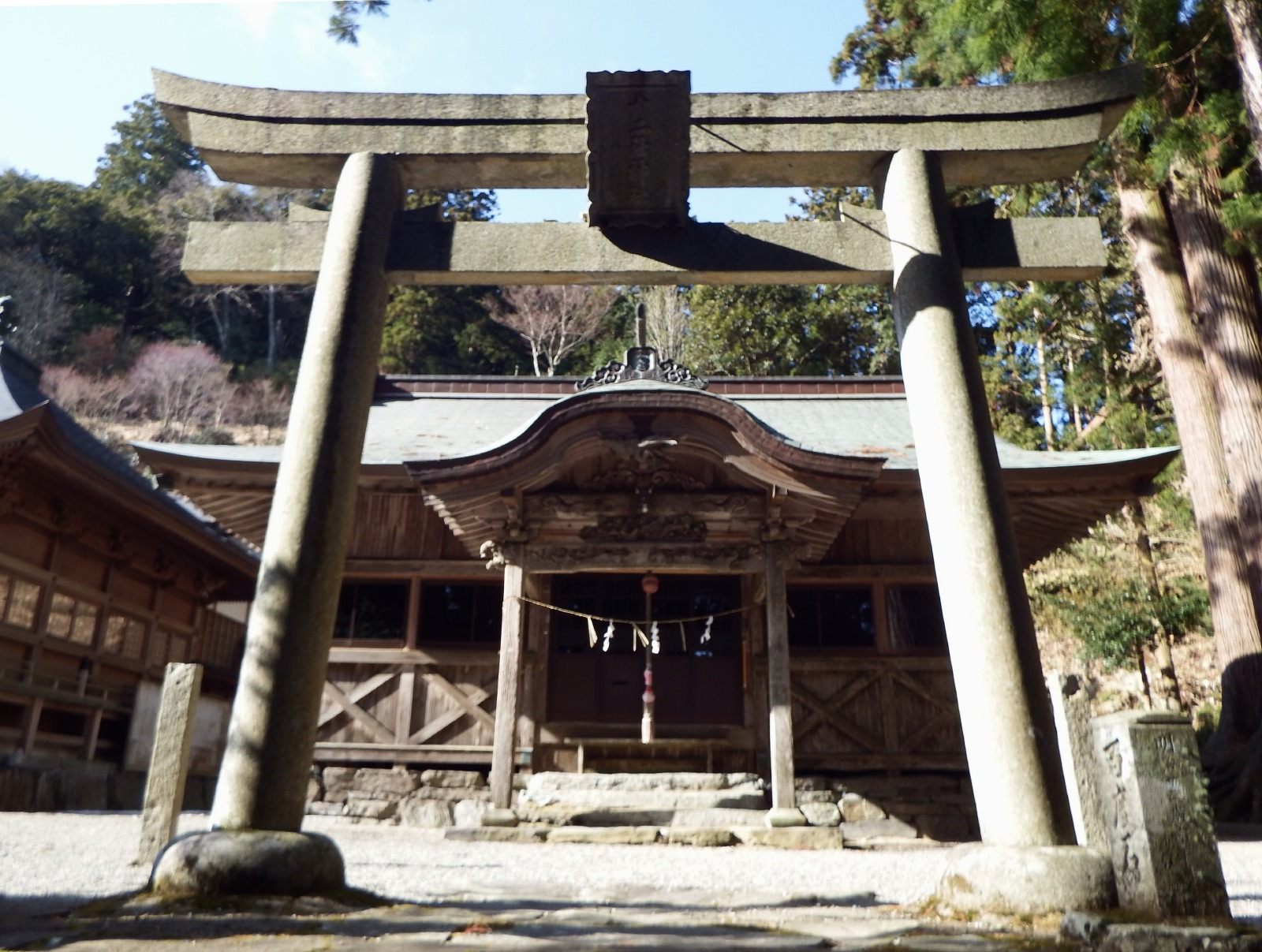
拝殿
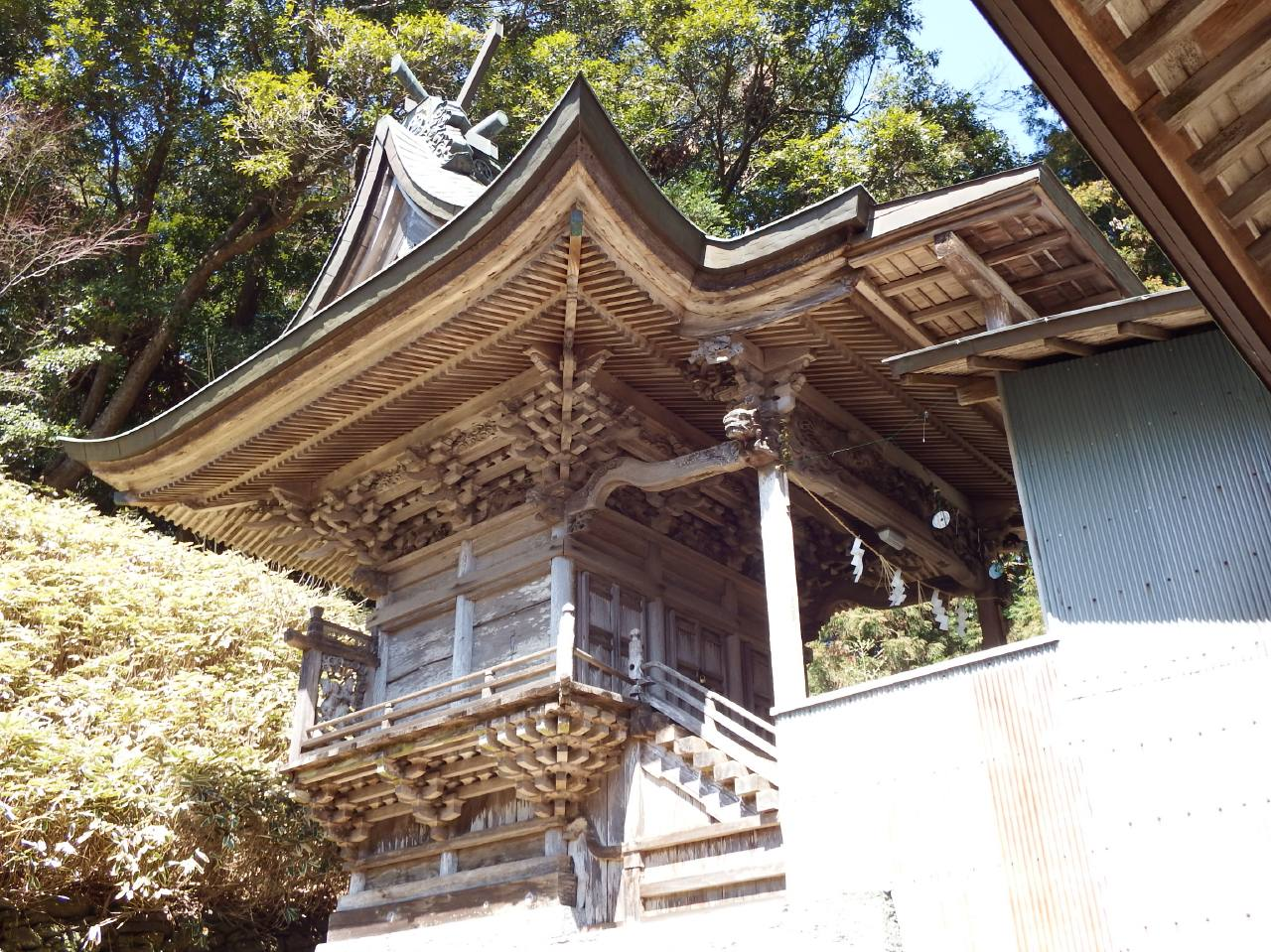
本殿

## 祭神
- 天神七代
- 地神五代

## 交通
- JR「徳島駅」より車で約60分。
- 徳島自動車道「藍住インターチェンジ」より車で約75分。